# Portoricellus mundus
Portoricellus mundus är en mångfotingart som beskrevs av Chamberlin 1950. Portoricellus mundus ingår i släktet Portoricellus och familjen storjordkrypare.
Artens utbredningsområde är Puerto Rico. Inga underarter finns listade i Catalogue of Life.